# Kanoistika na Letních olympijských hrách 2004 – K1 slalom ženy
Závod ve vodním slalomu K1 žen na Letních olympijských hrách 2004 se konal na kanále v areálu Helliniko Olympic Canoe/Kayak Slalom Centre ve dnech 17. a 18. srpna 2004. Z českých závodnic se jej zúčastnily Štěpánka Hilgertová (5. místo) a Irena Pavelková (15. místo), zlatou medaili získala Slovenka Elena Kaliská.

## Program
| Datum                 | Fáze       |
| --------------------- | ---------- |
| úterý 17. srpna 2004  | rozjížďky  |
| středa 18. srpna 2004 | semifinále |
| středa 18. srpna 2004 | finále     |

## Výsledky
| Pořadí           | Jméno                                | Rozjížďky | Rozjížďky | Rozjížďky | Rozjížďky | Rozjížďky | Rozjížďky | Semifinále   | Semifinále   | Semifinále   | Finále       | Finále       | Finále       | Finále       |
| Pořadí           | Jméno                                | 1. jízda  | Pen.      | 2. jízda  | Pen.      | Celkem    | Pořadí    | Čas          | Pen.         | Pořadí       | Čas          | Pen.         | Celkem       | Pořadí       |
| ---------------- | ------------------------------------ | --------- | --------- | --------- | --------- | --------- | --------- | ------------ | ------------ | ------------ | ------------ | ------------ | ------------ | ------------ |
| Zlatá medaile    | Elena Kaliská (SVK)                  | 104,24    | 0         | 108,41    | 0         | 212,65    | 2.        | 103,74       | 0            | 1.           | 106,29       | 0            | 210,03       | 1.           |
| Stříbrná medaile | Rebecca Giddensová (USA)             | 108,36    | 0         | 116,58    | 4         | 224,94    | 5.        | 107,56       | 0            | 4.           | 107,06       | 0            | 214,62       | 2.           |
| Bronzová medaile | Helen Reevesová (GBR)                | 110,12    | 0         | 103,51    | 0         | 213,63    | 3.        | 108,90       | 2            | 5.           | 109,87       | 4            | 218,77       | 3.           |
| 4.               | Peggy Dickensová (FRA)               | 121,31    | 10        | 108,27    | 2         | 229,58    | 12.       | 104,95       | 0            | 2.           | 113,85       | 6            | 218,80       | 4.           |
| 5.               | Štěpánka Hilgertová (CZE)            | 117,05    | 0         | 111,70    | 0         | 228,75    | 11.       | 111,31       | 4            | 8.           | 109,44       | 0            | 220,75       | 5.           |
| 6.               | Nagwa El Desoukiová (SUI)            | 118,38    | 8         | 110,27    | 0         | 228,65    | 10.       | 113,24       | 0            | 9.           | 111,80       | 2            | 225,04       | 6.           |
| 7.               | Louise Natoliová (AUS)               | 115,83    | 2         | 111,38    | 2         | 227,21    | 8.        | 113,72       | 0            | 10.          | 113,72       | 0            | 227,44       | 7.           |
| 8.               | Maria Cristina Giai Pronová (ITA)    | 116,18    | 0         | 114,59    | 2.        | 230,77    | 13        | 109,27       | 0            | 6.           | 120,09       | 4            | 229,36       | 8.           |
| 9.               | Jennifer Bongardtová (GER)           | 102,96    | 0         | 109,24    | 4         | 212,20    | 1.        | 107,36       | 0            | 3.           | 130,30       | 4            | 237,66       | 9.           |
| 10.              | Gabriela Stacherová (SVK)            | 110,08    | 0         | 114,58    | 4         | 224,66    | 4.        | 109,85       | 0            | 7.           | 164,62       | 50           | 274,47       | 10.          |
|                  |                                      |           |           |           |           |           |           |              |              |              |              |              |              |              |
| 11.              | Eadaoin Ni Challarainová (IRL)       | 121,42    | 4         | 119,33    | 4         | 240,75    | 15.       | 116,95       | 0            | 11.          | nepostoupila | nepostoupila | nepostoupila | nepostoupila |
| 12.              | Violetta Oblingerová-Petersová (AUT) | 110,95    | 2         | 115,45    | 4         | 226,40    | 7.        | 117,09       | 4            | 12.          | nepostoupila | nepostoupila | nepostoupila | nepostoupila |
| 13.              | Agnieszka Stanuchová (POL)           | 118,57    | 2         | 115,32    | 2         | 233,89    | 14.       | 120,73       | 4            | 13.          | nepostoupila | nepostoupila | nepostoupila | nepostoupila |
| 14.              | Mandy Planertová (GER)               | 114,90    | 0         | 110,87    | 2         | 225,77    | 6.        | 122,61       | 4            | 14.          | nepostoupila | nepostoupila | nepostoupila | nepostoupila |
| 15.              | Irena Pavelková (CZE)                | 116,08    | 0         | 111,38    | 0         | 227,46    | 9.        | 161,49       | 50           | 15.          | nepostoupila | nepostoupila | nepostoupila | nepostoupila |
|                  |                                      |           |           |           |           |           |           |              |              |              |              |              |              |              |
| 16.              | Margaret Langfordová (CAN)           | 123,02    | 6         | 121,89    | 2         | 244,91    | 16.       | nepostoupila | nepostoupila | nepostoupila | nepostoupila | nepostoupila | nepostoupila | nepostoupila |
| 17.              | Maria Ferekidiová (GRE)              | 124,85    | 6         | 125,43    | 0         | 250,28    | 17.       | nepostoupila | nepostoupila | nepostoupila | nepostoupila | nepostoupila | nepostoupila | nepostoupila |
| 18.              | Li Ťing-ťing (CHN)                   | 134,07    | 2         | 125,85    | 6         | 259,92    | 18.       | nepostoupila | nepostoupila | nepostoupila | nepostoupila | nepostoupila | nepostoupila | nepostoupila |
| 19.              | Nada Maliová (SLO)                   | 165,65    | 52        | 112,83    | 2         | 278,48    | 19.       | nepostoupila | nepostoupila | nepostoupila | nepostoupila | nepostoupila | nepostoupila | nepostoupila |